# Pittsburgh Pirates
Pittsburgh Pirates er et amerikansk baseballhold fra Pittsburgh, Pennsylvania, der spiller i MLB-ligaen. Pirates hører hjemme i Central Division i National League, og spiller deres hjemmekampe på PNC Park.
Pirates blev stiftet i 1882 under navnet Pittsburgh Alleghenys, men skiftede i 1891 til det nuværende navn. Holdet har fem gang, i 1909, 1925, 1960, 1971 og 1979 vundet World Series, finalen i MLB-ligaen.